# Recea (Argeș)
Recea è un comune della Romania di 3 086 abitanti, ubicato nel distretto di Argeș, nella regione storica della Muntenia.
Il comune è formato dall'unione di 5 villaggi: Deagu de Jos, Deagu de Sus, Goleasca, Orodel, Recea.